# Trois grandes faces nord des Alpes
| - Face nord des Grandes Jorasses - Face nord du Cervin - Face nord de l'Eiger |

Les trois grandes faces nord des Alpes sont les faces nord des Grandes Jorasses dans le massif du Mont-Blanc, du Cervin dans les Alpes valaisannes, et de l'Eiger dans les Alpes bernoises. Gravies pour la première fois dans les années 1930, après de nombreuses tentatives et parfois des drames, elles sont restées la pierre de touche de l'alpinisme de difficulté.

## Apparition du concept
Ces trois faces nord ont été gravies dans les années 1930 par des alpinistes allemands ou autrichiens. La face nord du Cervin (4 477 m) est gravie les 31 juillet et 1er août 1931 par les frères Franz et Toni Schmid,, celle des Grandes Jorasses (4 208 m), par Martin Meier et Rudolf Peters, du 28 au 29 juin 1935,, celle de l'Eiger (3 970 m) du 21 au 24 juillet 1938 par Anderl Heckmair, Ludwig Vörg, Heinrich Harrer et Fritz Kasparek,.
C'est Fritz Kasparek, en 1938, qui a le premier avancé la notion des trois grands problèmes alpins (« drei großen Wandprobleme »), dans l'ouvrage coécrit avec ses compagnons de cordée après la première de la face nord de l'Eiger. L'expression est reprise par Anderl Heckmair pour son ouvrage de 1949 Die drei letzten Probleme der Alpen, traduit en français en 1951 sous le titre Les Trois Derniers Problèmes des Alpes, qui fait beaucoup pour la réputation des trois faces.
Le premier à avoir gravi les trois faces est Gaston Rébuffat, qui réussit en juillet 1945 la seconde ascension de la Walker aux Jorasses, avec Édouard Frendo, la cinquième de la voie Schmid au Cervin en juin 1949 avec Raymond Simond, et la face nord de l'Eiger avec son client Paul Habran, Guido Magnone, Pierre Leroux et Jean Brunaud en 1952. Mais aux trois faces nord de Kasparek et Heckmair, il en ajoute trois autres dans son livre Étoiles et tempêtes (1954) et le film homonyme tourné avec Georges Tairraz et Maurice Baquet en 1955 : celles des Drus dans le massif du Mont-Blanc, du piz Badile dans la chaîne de la Bernina, et la Cima Grande di Lavaredo dans les Dolomites. Ces trois faces nord avaient aussi été gravies dans les années 1930 : la Cima Grande di Lavaredo  par Emilio Comici et les frères Giovanni et Angelo Dimai les 13 et 14 août 1933, les Drus par Pierre Allain et René Leininger en 1935, et le piz Badile par Cassin, Ratti et Esposito, du 14 au 16 juillet 1937, avec Molteni et Valsecchi qui moururent d'épuisement, l'un à la montée, il fut hissé au sommet pour ne pas être laissé côté suisse, l'autre à la descente.

## Face nord du Cervin
- Première : 31 juillet et 1er août 1931 par les frères Franz et Toni Schmid[2].
- Première hivernale : 4 février 1962 par Hilti von Allmen et Paul Etter.
- 1965 : Directe Bonatti, ouverte en hiver et en solitaire, par Walter Bonatti, qui met ainsi fin à sa carrière d'alpiniste.
- 1977 : première hivernale solitaire de la voie classique des frères Schmid par le japonais Tsuneo Hasegawa.
- 1994 : Catherine Destivelle accomplit la première répétition en solitaire et en hiver, 29 ans plus tard, de la Directe Bonatti, signant ainsi la première féminine de cette ascension.

## Premières ascensions
| Face             | Hauteur de la face | Hauteur du sommet | Première ascension                                                     | 1re hivernale                                                             | 1re solitaire                           | 1re solitaire hivernale                                                      | Record de vitesse             |
| Eiger            | 1 800 m            | 3 970 m           | 1938 : Heinrich Harrer, Anderl Heckmair, Fritz Kasparek et Ludwig Vörg | 1961 : Toni Hiebeler, Toni Kinshofer, Walter Almberger et Anderl Mannhard | 1963 : Michel Darbellay                 | 1978 : Tsuneo Hasegawa                                                       | 2015 : Ueli Steck (2 h 22)    |
| Grandes Jorasses | 1 200 m            | 4 208 m           | 1935 : Martin Meier et Rudolf Peters (éperon Croz)                     | 1963 : Walter Bonatti et Cosimo Zappelli (éperon Walker)                  | 1968 : Alessandro Gogna (éperon Walker) | 1978 : Ivano Ghirardini (éperon Croz) 1979 : Tsuneo Hasegawa (éperon Walker) | 2008 : Ueli Steck (2 h 21)    |
| Cervin           | 1 200 m            | 4 478 m           | 1931 : Franz Schmid et Toni Schmid                                     | 1962 : Hilti von Almen, Paul Etter                                        | 1959 : Dieter Marchart                  | 1965 : Walter Bonatti (ouverture d'une voie nouvelle)                        | 2015 : Daniel Arnold (1 h 46) |

## L'ascension des trois faces nord Cervin, Grandes Jorasses et Eiger (Triptyque)
Le premier alpiniste à avoir gravi ces trois faces nord est le guide Gaston Rébuffat, auxquelles il faut ajouter les célèbres Tre Cime di Lavaredo lors de répétitions, parfois même des premières répétitions des voies ouvertes dans les années trente, et en cordée. Un exploit remarquable juste après la guerre de 39-45. 
Le premier alpiniste à avoir gravi ces trois faces nord en solitaire est le guide Ivano Ghirardini qui a également gravi ces trois face nord en hivernale ainsi qu'en hivernale et en solitaire, tout cela au cours de sa trilogie de ces trois grandes faces nord au cours de l'hiver 1977-1978
Le second alpiniste à avoir gravi ces trois faces nord, en solitaire, en hivernale et en hivernale solitaire est le guide japonais Tsuneo Hasegawa de 1977 à 1979.
Il est à noter que ni René Desmaison, ni Walter Bonatti, ni Reinhold Messner n'ont gravi ces trois faces nord en solitaire, en hivernale et en hivernale solitaire. 
Il est à noter que l'ascension de ces trois faces nord, en hivernale solitaire par des voies directissimes d'extrême difficulté, est un exploit qui a été tenté par le guide Lionel Daudet.

### Filmographie
- Étoiles et Tempêtes (1955) de Gaston Rébuffat et Georges Tairraz
- Trilogie pour un homme seul, de Nicolas Philibert,  Les Films d'Ici, 1987